# Домагой
Домаго́й (хорв. Domagoj; умер в 876) — князь Приморской Хорватии.
Домагой владел землями в районе Книна. После того, как в 864 году скончался Трпимир I, Домагой поднял мятеж и сверг сына Трпимира Здеслава, узурпировав трон. Сыновья Трпимира — Здеслав, Мунцимир и Петар — были вынуждены отправиться в изгнание.
При Домагое пышным цветом расцвело пиратство, что вызвало ответные меры со стороны Венеции. В 865 году Домагою пришлось отправить в Венецию заложников, чьи жизни гарантировали безопасное плавание венецианских судов по Адриатике.
Будучи вассалом Восточно-Франкского королевства, Домагой в 871 году помог отвоевать Бари у арабов.
Тем временем борьба между венецианцами и хорватскими пиратами обострилась настолько, что в 874 году папа Иоанн VIII обратился лично к Домагою, призывая его, как христианского монарха, обуздать пиратов.
После смерти восточнофранкского короля Людовика II Домагой решил поднять восстание и освободить Далмацию от франков, но смерть расстроила его планы, и сделал это его сын, чьё имя в исторических хрониках не сохранилось. В 878 году вернулся Здеслав, который с византийской помощью вернул себе трон.